# 西尾武喜
西尾 武喜（にしお たけよし、1925年（大正14年）1月10日 - 2006年（平成18年）8月29日）は、名古屋市長（3期）。父は中津川市長の西尾彦朗（1899年（明治32年） - 1986年（昭和61年））。

## 来歴
岐阜県恵那郡阿木村（現・中津川市阿木）出身。旧制高知高等学校を経て昭和24年に京都大学工学部土木工学科卒業後、名古屋市に入り、名古屋市水道局（現・名古屋市上下水道局）に入局。水道畑を歩む。名古屋水道労働組合初代青年婦人部長、名古屋市水道局技監、水道局長、名古屋市助役などを歴任した。
1985年（昭和60年）、社会党・公明党・民社党から誘いを受け、名古屋市長選挙へオール与党候補として立候補し初当選した。1997年（平成9年）まで名古屋市長を3期務めた。在任中に市制100周年事業として世界デザイン博覧会（1989年（平成元年））等を行った。市長退任後は、名古屋都市センター理事長を2005年（平成17年）まで務めた。
2006年（平成18年）8月29日、多臓器不全のため名古屋市瑞穂区の病院で死去、81歳没。死没日をもって旭日中綬章追贈、従四位に叙される。

## 選挙
1期目（1985年）
推薦 = 自由民主党、日本社会党、公明党、民社党、社会民主連合（以下全て同じ）
本山政雄前市長の後継候補として市会統一候補となる。元々は日本共産党とも政策協定を結ぶ予定だったのだが破棄される。共産党は対立候補として海保孝を擁立。この後、2009年（平成21年）春に与党分裂で市長選挙が行われるまで、市会では「共産党を除くオール与党」体制が続いた。
2期目（1989年）
推薦 = 1期と同じ
対立候補には弁護士の竹内平が共産党推薦で出馬していた。
3期目（1993年）
推薦 = 1期と同じ
対立候補には前回と同じく共産党推薦の竹内平、藤前干潟を守る会代表の辻敦夫が出馬した。

## 著書
- 『感激なき人生はうつろなり』水道産業新聞社、2005年7月。ISBN 978-4915276248。